# Geography Club
Geography Club è un film del 2013 diretto da Gary Entin e basato sull'omonimo libro di Brent Hartinger. Il film è interpretato principalmente da Cameron Deane Stewart e Justin Deeley; coprotagonisti sono Ally Maki, Scott Bakula, Marin Hinkle, Andrew Caldwell e Meaghan Martin.

## Trama
Il sedicenne Russell inizia una relazione segreta con il quarterback Kevin, che farà di tutto per evitare che i suoi compagni di squadra li scoprano. Il suo migliore amico Gunnar, ignaro di ciò, lo coinvolge in una storia amorosa con la bellissima Trish. Una notte la giovane Min sorprende i due giovani mentre si baciano, ed il giorno seguente li invita ad unirsi al Geography Club, un'apparente noiosa copertura per un gruppo di sostegno per giovani gay e lesbiche. Ci sono Min e Terese, che coprono la loro storia dicendo a tutti che sono solo buone amiche. E poi c'è Ike, che non riesce a capire chi è o chi vuole essere. Ma i due sono riluttanti sul fatto di uscire allo scoperto. Pian piano però Russel  si avvicina incuriosito al trio, con il quale instaura un rapporto di fiducia e di amicizia.
Con Kevin la storia va a gonfie vele, soprattutto quando quest'ultimo lo fa entrare in squadra per poter restare vicini senza destare sospetti. Addirittura lo invita a cena con i suoi genitori, che si dimostrano molto aperti nei confronti dell'omosessualità, anche se non sanno di loro figlio.
La storia precipita quando Russel non può proseguire il rapporto con Trish, litiga col suo migliore amico e viene pubblicamente sbeffeggiato come omosessuale. Quindi perde il posto in squadra e la sua storia segreta con Kevin è a rischio. Assieme a Min decide che è ora di uscire allo scoperto e togliere la maschera al club, aprendolo pubblicamente a tutti i ragazzi gay ed alle ragazze lesbiche che vogliono partecipare. Così facendo Russel perde il suo amore, che non vuole svelarsi per non rovinare la sua carriera calcistica, ma riacquista l'amicizia con Gunnar e può vivere alla luce del sole la sua sessualità.

## Distribuzione
Il primo trailer e il poster del film sono stati pubblicati il 9 febbraio 2013. È stato presentato al Newport Beach Film Festival il 27 aprile 2013, mentre In Italia è stato presentato al Torino GLBT Film Festival il 25 aprile. È stato proiettato nelle sale statunitensi il 15 novembre 2013.

## Premi e riconoscimenti
- Audience Award[3]
  - Miglior film
- Screen Idol Award[3]
  - Nomination per la miglior performance di un'attrice protagonista a Meaghan Jette Martin